# 2098 Zyskin
2098 Zyskin là một tiểu hành tinh được phát hiện ngày 18 tháng 8 năm 1972, bởi L. V. Zhuravleva ở Đài vật lý thiên văn Crimean. Cô phát hiện tiểu hành tinh 1858 Lobachevsk cùng ngày đó. Nó được đặt theo tên của Lev Yur'evich Zyskin, giáo sư ở đại học Crimean Medical Institute và là giám đốc của viện Pulmonary Surgery Center.
Zhuravleva đứng hạng thứ 43 trong trường đại học Harvard tính về những người phát hiện tiểu hành tinh. Cô đã phát hiện khoảng 200 vật thể, 13 trong số đó cô phát hiện với bạn đồng nghiệp, vào khoảng năm 1972 và 1992.